# (3012) Minsk
(3012) Minsk est un astéroïde de la ceinture principale découvert le 27 août 1979 par l'astronome soviétique Nikolaï Tchernykh à l'observatoire d'astrophysique de Crimée. Sa désignation provisoire était 1979 QU9.
Il tire son nom de la ville Minsk, capitale de la Biélorussie.